# Escut de Santa Llogaia d'Àlguema
L'escut oficial de Santa Llogaia d'Àlguema té el següent blasonament:
Escut caironat: d'or, una creu abscissa patent concavada de gules angulada de 4 raigs rectilinis d'atzur; el peu d'or, 4 pals de gules. Per timbre una corona mural de poble.

## Història
Va ser aprovat el 12 de gener de 1984 i publicat al DOGC el 22 de febrer del mateix any amb el número 409.
La creu angulada és el senyal tradicional de l'escut del poble, possiblement relacionat amb Leocàdia de Toledo (Santa Llogaia), patrona de la localitat. Els quatre pals de les armes de Catalunya recorden la jurisdicció reial a través del consell municipal de Figueres, del qual depenia el poble de Santa Llogaia.